# Agency (Montana)
Agency è un villaggio census-designated place (CDP) nella contea di Hill, Montana, Stati Uniti. Nel 2000 la popolazione contava 324 abitanti.

## Geografia fisica
Secondo i dati dell'ufficio statistico statunitense, l'area della CDP misura 22.2 km², dei quali solo lo 0.12% è formato da acque.

## Società

### Evoluzione demografica
Secondo i dati raccolti durante il censimento del 2000, Agency è popolata da 324 persone, 79 nuclei familiari, e 65 famiglie residenti nella CDP. La densità di popolazione è  di 14.6 persone per chilometro quadrato. Sono state registrate 90 unità abitative con una densità media di 4.1 per chilometro quadrato. La composizione razziale della CDP ha registrato una percentuale di 5,56% bianchi, 93,52% nativi americani, 0,31% asiatici, e 0.62% discendenti da due o più razze.
Dei 79 nuclei familiari, il 44,3% ha figli di età inferiore ai 18 anni che vivono con loro, il 49,4% sono coppie sposate che vivono insieme, il 24,1% è composto da donne con marito assente, e il 17,7% non sono considerate famiglie. Il 15,2% di tutti i nuclei familiari sono composti da single e il 6,3% ha qualcuno che vive da solo tra chi ha 65 anni di età o più. La dimensione media della famiglia è di 4.10.
Nel CDP la popolazione presenta una distribuzione con il 45,4% di età inferiore a 18 anni, l'8% dai 18 ai 24 anni, il 26,5% dai 25 ai 44, il 13,3% dai 45 ai 64, e il 6,8% oltre i 65 anni di età o più. L'età media è 21 anni. Per ogni 100 donne ci sono 103,8 maschi. Per ogni 100 donne sopra i 18 anni, ci sono 98,9 maschi.
Il reddito medio per un nucleo di convivenza (persone che abitano nella stessa unità abitativa) nella CDP era di 22.308, dollari e il reddito medio per una famiglia era 35.000 dollari. I maschi hanno un reddito medio di 22.917 dollari contro $ 31.250 delle donne. Il reddito pro capite per la CDP era di 12.990 dollari. Circa 15,0% delle famiglie e il 23,9% della popolazione erano al di sotto della soglia di povertà, tra i quali il 37,7% sono quelli sotto 18 anni e il 31,0% sono quelli dai 65 anni in su.